# Brusciano
Brusciano ist eine italienische Gemeinde mit 15.891 Einwohnern (Stand 31. Dezember 2023) in der Metropolitanstadt Neapel, Region Kampanien.
Die Nachbarorte von Brusciano sind Acerra, Castello di Cisterna, Mariglianella, Marigliano und Somma Vesuviana.

## Politik
Giovanni Ricatti wurde im Juli 2007 zum Bürgermeister gewählt.

## Bevölkerungsentwicklung
Brusciano zählt 4621 Privathaushalte. Zwischen 1991 und 2001 stieg die Einwohnerzahl von 14.019 auf 15.309. Dies entspricht einem prozentualen Zuwachs von 9,2 %.